# Riccardo Aurili
Riccardo Marc Alexandre Aurili (Bibbona (Italië), 17 december 1864 - Villeneuve-Loubet (Frankrijk), 21 augustus 1943) was een Italiaans beeldhouwer die actief was in Italië, België en Frankrijk.
Hij is ook gekend als Richard Aurili en als Professor Aurili.
Hij maakte artistieke, commerciële en monumentale beeldhouwwerken.

## Toscane
Riccardo Aurili volgde een beeldhouwersopleiding aan de Academie van Florence, als leerling van Augusto Rivalti en Emilo Zocchi. Hij behaalde in 1883 een eerste prijs voor beeldhouwen.
Hij huwde met Françoise Pesciatini, die de moeder van zijn kinderen zou worden.
Na zijn studies werd hij als beeldhouwer voor het eerst opgemerkt met zijn beeld “La Baigneuse” dat in 1890 op een veiling van Drouot werd aangeboden.
In 1889 werd Aurili in Volterra vader van een zoon Aurelio, die later ook beeldhouwer zou worden.

Vanaf ongeveer 1890 bracht hij het grootste deel van zijn leven in Frankrijk en België door. Hij onderhield echter steeds nauwe contacten met Toscane en werd gans zijn leven als Florentijnse beeldhouwer omschreven. Zowel in Parijs, België als de Côte d'Azur zijn er intense contacten met andere emigranten uit Toscane, in Frankrijk ook met familieleden. De wisselende contacten en activiteiten tussen Frankrijk, Brussel en Florence maken het moeilijk een duidelijk beeld van Aurili te krijgen. 

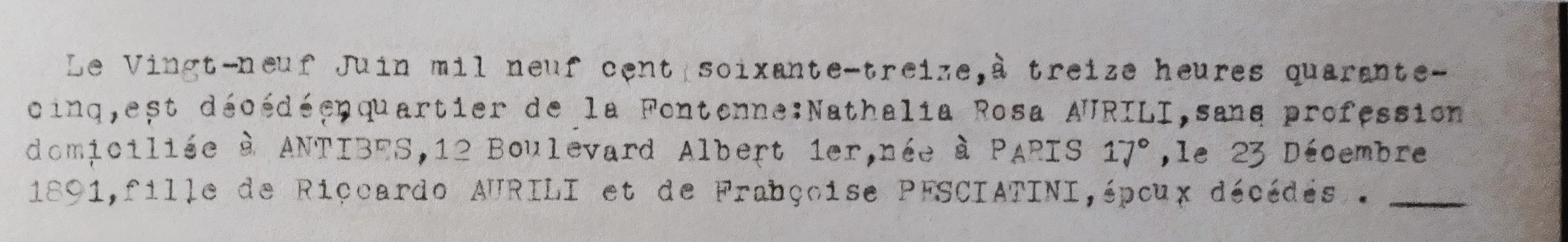
Uittreksel overlijdensakte Nathalie Aurili
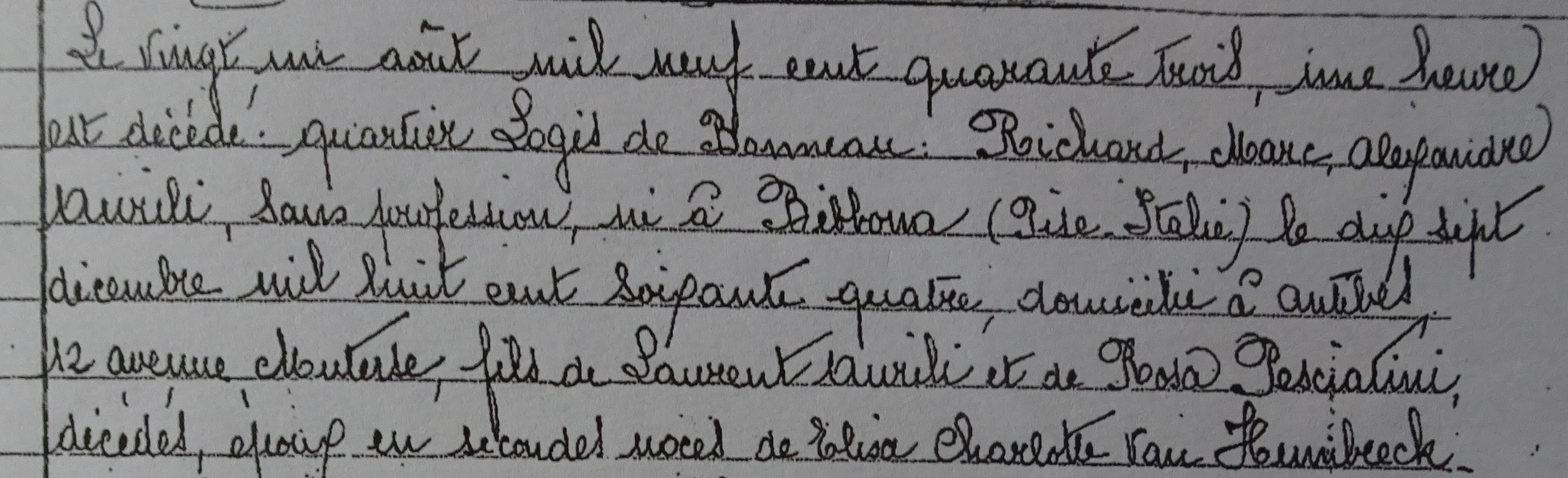
Uittreksel overlijdensakte Richard Aurili

## Parijs
Begin jaren '90 verhuisde het gezin Aurili naar Parijs. Ze verbleven op verschillende adressen in Parijs en onmiddellijke omgeving tot 1904, waarna ze in Brussel gingen wonen.
In 1891 werd zijn oudste dochter Natalia geboren in het 17de arrondissement, in 1892 volgt Brunnetta in Levallois-Perret  en in 1893 Atala.
In zijn Parijse jaren kreeg hij opdrachten van grote ontwerpers. Zo werkte hij in 1892 mee aan het controversiële beeld "Bellona" van Emile Gérome en kreeg hij opdrachten voor uitvergroting in brons van ontwerpen die in klei gemaakt waren door de gebroeders Ettlinger, waaronder "Gladiator" en "Flore" uit 1899. Hij werkte ook voor A. Jourdan uit Parijs, een bedrijf gespecialiseerd in beeldjes, groepen, vazen, klokken, verlichtingsarmaturen voor gas en elektriciteit en voorwerpen in imitatie brons.
Vanaf 1893 nam hij regelmatig deel aan de exposities van het Salon des Artistes Français. Hij exposeerde op de wereldtentoonstelling van 1900 in Parijs (Hôtel des Invalides) met een ontwerp van Ettlinger, maar tegelijk ook met een beeld van Jeanne D'Arc in spelter en marmer van A. Jourdan.  en op verschillende andere tentoonstellingen, waar hij ook prijzen behaalde.
Zijn werken uit zijn Parijse periode bevatten zowel artistieke als commerciële beelden. Er is een overgang van neoklassiek naar Art Nouveau merkbaar. HIj stond vooral bekend als beeldhouwer van bustes en werken geïnspireerd door de mythologie en de klassieke geschiedenis, zoals zijn gladiator "Ave Cesar", waarvan hij verschillende versies heeft gemaakt en de buste Desdemona, gemaakt in 1900.
In die jaren was hij een wielerfanaat, vermaard in de Toscaanse wielerhistorie om in 1895 samen met de Fransman Valot de route Parijs-Florence in 6 dagen met de fiets af te leggen.
In Parijs was Aurili lid van diverse comités en jurylid van tentoonstellingen.

## Brussel

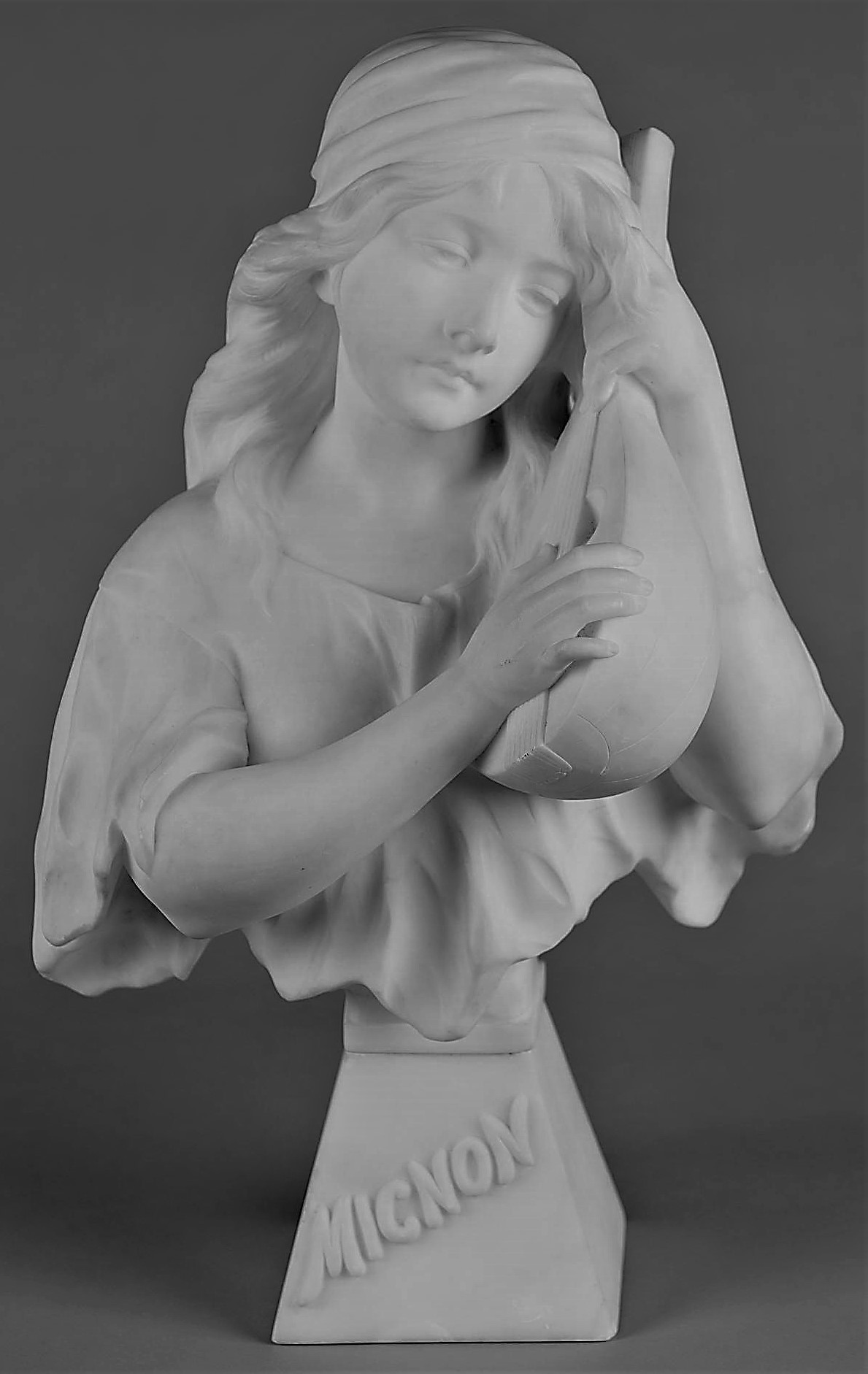
Beeld van Richard Aurili bij A. Carli Frères

In 1905 ging hij in Brussel wonen op de nieuw aangelegde luxueuze Tervurenlaan.  Zijn Belgische periode liep  tot 1914. Het kan niet aangetoond worden dat Riccardo Aurili er de ganse periode ononderbroken heeft gewoond.
In zijn Belgische periode hertrouwde hij met de 13 jaar jongere Elisa Van Humbeeck (1877-1956), een weduwe uit Schaarbeek.
In Brussel ging hij werken in het bedrijf A. Carli Frères, een onderneming die begin 1900 in Schaarbeek werd opgericht door Antonio Carli (1868) eveneens afkomstig uit Toscane. De activiteiten van het bedrijf lagen in de lijn van de activiteiten van Ettlinger  Frères en A. Jourdan, twee bedrijven waarvoor Aurili in zijn Parijse periode had gewerkt. Het statuut waaronder Aurili bij A.Carli Frères werkte is niet bekend.
In deze periode, tussen 1905 en 1914, was de productie van werken die zijn naam dragen bijzonder groot. Hij maakte onder andere sierlijk uitgewerkte bustes in albast, gipsen beeldjes, allegorische werken, taferelen, wilde dieren, heiligenbeelden, beeldjes van Napoleon, decoratieve voorwerpen en gebruiksvoorwerken, zoals verlichtingsarmaturen. Soms kregen ze de stempel "made in Belgium", net zoals sommige beelden van A.Carli Frères.Er was geen breuk tussen zijn Parijse commerciële werk en dat van Brussel of later de Côte d'Azur. Zijn beelden waren soms identiek of op elkaar geïnspireerd, wat het moeilijk maakt om de werken exact te dateren. 
In die periode werden ook meerdere beelden van hem uitgegeven door andere bedrijven en werd hij zowel in Frankrijk als Italië gesignaleerd met beelden in het kader van tentoonstellingen, aankopen en geschenken, waaronder in 1907 een buste van Garibaldi. Hij werkte in die periode ook samen met beeldhouwer en professor Romanelli uit Florence, onder wiens toezicht hij een beeld maakte.
In 1912 en 1913 nam hij deel aan de Florence Tentoonstellingen. In 1912 werd zijn beeld "Diana ferita" verworven door de Italiaanse staat.
De grote productie van commerciële beelden van Aurili eindigde rond 1914. Hierdoor werd aangenomen dat hij overleden was, waarschijnlijk omdat zijn geboortejaar wegens een niet te achterhalen reden ooit foutief als 1834 werd bepaald, wat herhaaldelijk werd overgenomen en foute dateringen van zijn werk tot gevolg had. 

### Professore Aurili
In zijn Belgische periode begon hij met Prof. Aurili te signeren. De aanduiding "Prof. Aurili" verscheen reeds op zijn werken in het eerste decennium van de twintigste eeuw en de titel werd expliciet gebruikt in een krantenartikel van 1914. Zijn briefhoofd op een document uit 1935 vermeldt: "Professeur de sculpture des Beaux-Arts de Florence". In 1919 werd hij aangesteld als erelid van de Academie dell'Arte van Florence.

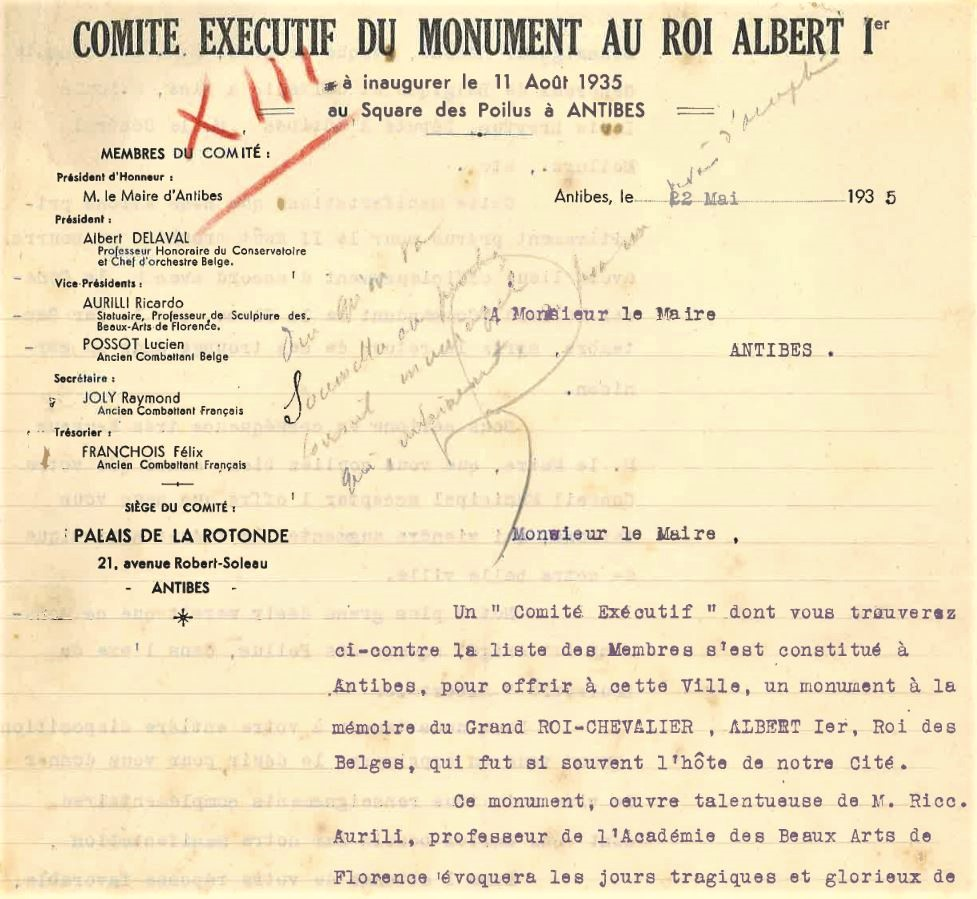
Brief van het "Comité exécutif du monument au Roi Albert Ier" van 1935

## Toscane

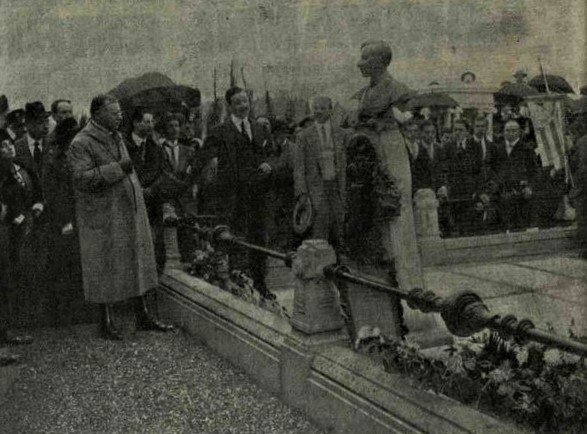
Inhuldiging herdenkingsmonument voor Fiaschi, gemaakt door Riccardo Aurili in 1914.

Riccardo Aurili verliet België in 1914 België als gevolg van het uitbreken van de oorlog en vestigde zich met zijn familie in Volterra. Een krantenartikel van Ecco della Stampa uit 1916 vermeldde dat zijn zoon Aurelio in 1914 wegens het uitbreken van de Eerste Wereldoorlog van uit Brussel, waar hij beeldhouwen had gestudeerd, naar Volterra was teruggekeerd en er enkele dagen voor zijn dood ontvangen werd door zijn familie (met uitdrukkelijke vermelding van Riccardo Aurili) die daar als oorlogsvluchtelingen woonde.
In 1914 startte Aurili als monumentaal beeldhouwer, wat hij tot het einde van zijn leven zou doen, naast het vervaardigen van artistieke en commerciële beelden. In oktober 1914 werd het herdenkingsbeeld van de wielrenner Luigi Fiaschi, gemaakt door "Prof. Riccardo Aurili", ingehuldigd op de begraafplaats Porte de Santo van Firenze. Het is een monument van 2,5 meter.
Dat zelfde jaar maakte hij een beeld "Figura Feminella" voor de begraafplaats Porte Sante van Florence.
Zijn zoon Aurelio Aurilo sloot zich in 1915 aan bij het Italiaanse leger en sneuvelde op 30 maart 1916.

## Côte d'Azur

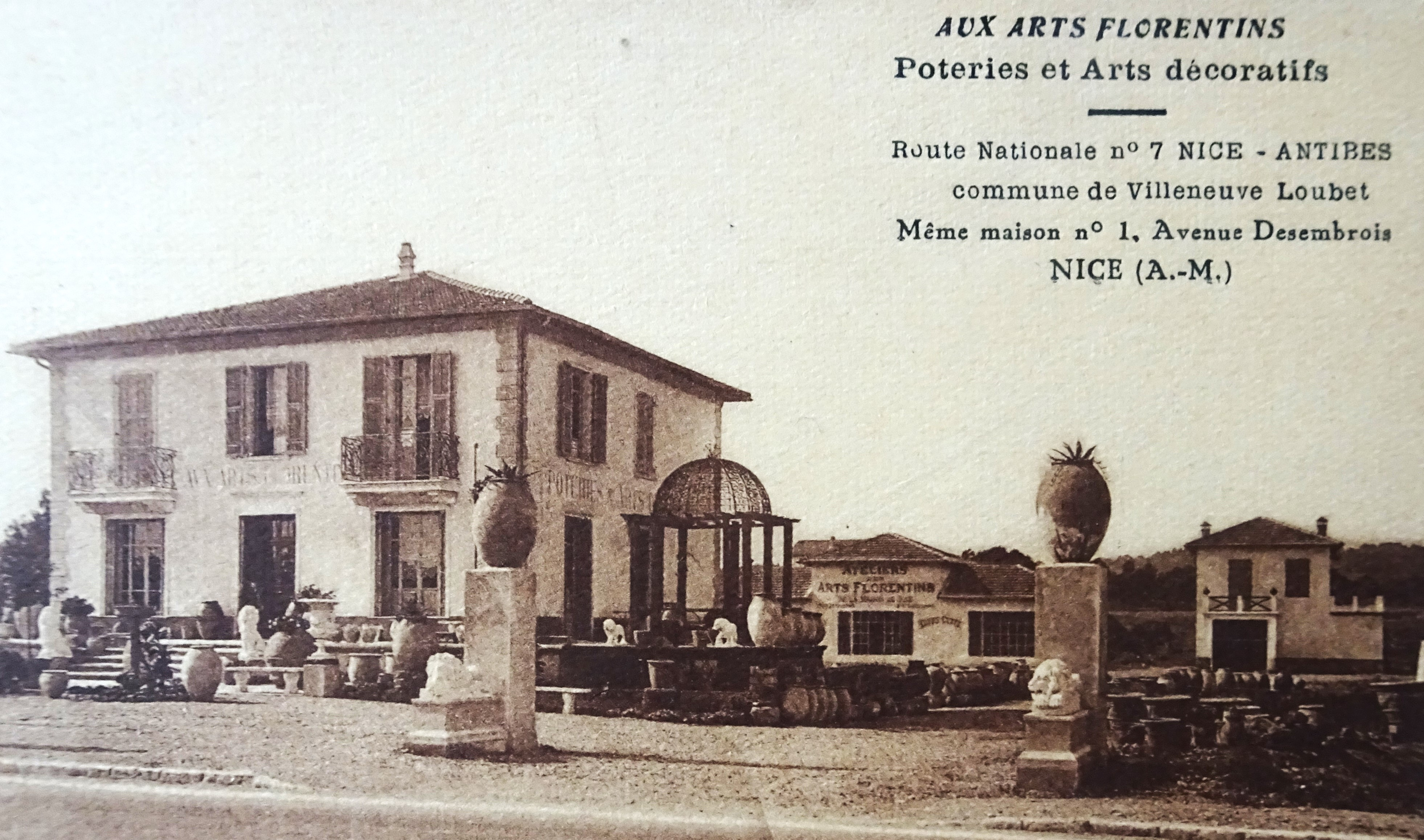
Aux Arts Florentins (Villeneuve Loubet)

In 1916 verhuisde hij naar de Cote d’Azur, eerst naar Nice en dan naar de omgeving van Antibes. 

Hij opende zowel in Nice als in Villeneuve-Loubet winkels met de naam “Aux Arts Florentins”, gespecialiseerd in aardewerk en kunstvoorwerpen.

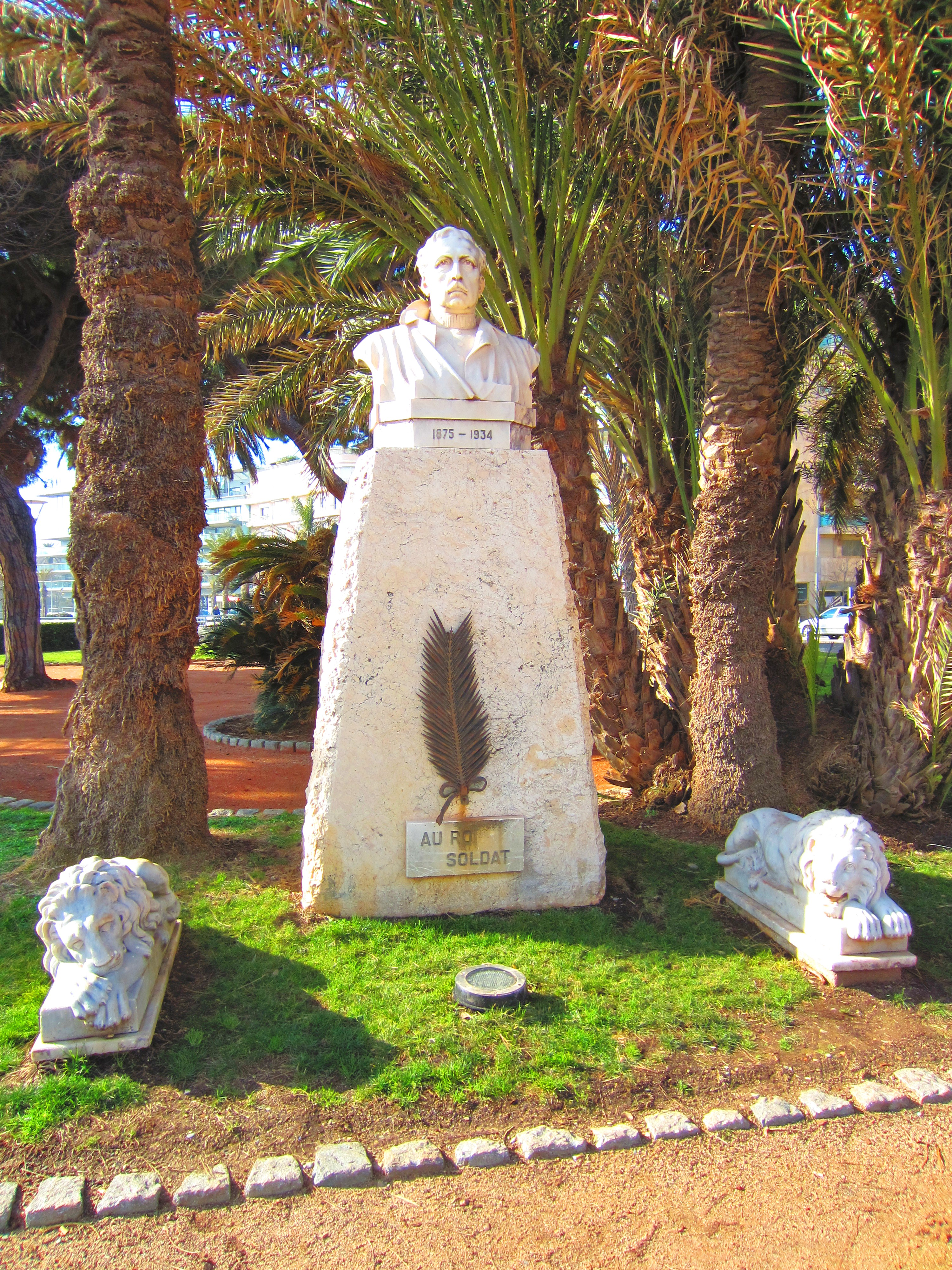
Herdenkingsmonument voor Koning Albert I in Antibes (1935), uitgevoerd door Aurili.

Hij was actief als monumentaal beeldhouwer met graftomben o.a. op de begraafplaats van Nice, een oorlogsmonument in de tuin van het Itialaans consulaat in Nice en een beeld van Koning Albert I in 1935 in Antibes. Ondertussen verschenen nog regelmatig artistieke beeldhouwwerken van hem op de markt, zoals één van de weinig gedateerde beeldhouwwerken uit 1923, een buste van een vrouw in Art Nouveau stijl, in opdracht gemaakt voor een zilveren huwelijk. In Italië maakte hij het monument voor de gesneuvelden in Pieve Santo Stefano (Arezzo) in 1925.
In 1931 werd hij Ridder in de Kroonorde van Italië, hij woonde op dat moment in Antibes.
Hij stierf in 1943. Zijn winkel in Villeneuve-Loubet werd verdergezet door zijn weduwe en na haar overlijden door zijn dochter Atala. Hij ligt begraven op het kerkhof van Antibes.